# Anerincleistus pulcher
Anerincleistus pulcher är en tvåhjärtbladig växtart som först beskrevs av Henry Nicholas Ridley, och fick sitt nu gällande namn av Henry Nicholas Ridley. Anerincleistus pulcher ingår i släktet Anerincleistus och familjen Melastomataceae. Inga underarter finns listade i Catalogue of Life.